# Edward Madden
Edward Madden, född 17 juli 1878 i New York, död 11 mars 1952 Hollywood, var en amerikansk låtskrivare.
Madden växte upp i New York. Han tog sin examen vid Fordham University.
Efter sin examen började Madden skriva material till olika sångare, inklusive Fanny Brice och för vaudeville-shower. Slutligen arbetade han och skrev shower på Broadway.
Under sin karriär arbetade han med personer som Ben Jerome, Dorothy Jardon, Joseph Daly, Gus Edwards, Julian Edwards, Louis Hirsch, Theodore Morse, Percy Wenrich och Jerome Kern.
Madden producerade standards som "By the Light of the Silvery Moon", "On Moonlight Bay", "Down in Jungle Town", "Blue Bell", "Look Out for Jimmy Valentine", "Aren’t You the Wise Ole Owl", "My Only One", "What Could Be Sweeter?", "The World Can’t Go 'Round Without You", "Red Rose Rag", "Silver Bell", "Arra Wanna", "I’ve Got a Feelin’ for You", "A Little Boy Called Taps" och "I’d Rather Be a Lobster Than a Wise Guy".
Maddens sånger har varit med i flera olika filmer, inklusive Turn Back the Clock, Babes in Arms, Tin Pan Alley, Bullets for O'Hara, Birth of the Blues, Ship Ahoy, On Moonlight och By the Light of the Silvery Moon.
Madden gifte sig med sin kollega, Dorothy Jardon.
Han avled i Hollywood i Kalifornien 1952.